# Liste des évêques de Bobbio
Cette liste recense les évêques qui se sont succédé sur le siège de Bobbio. Le 16 septembre 1989, il est uni au diocèse de Plaisance et la nouvelle circonscription ecclésiastique prend le nom de diocèse de Plaisance-Bobbio. 

## Évêques de Bobbio
- Pietroaldo (1014-1017)
- Attone (1017-1027)
- Sigefredo (1027-1046)
- Luisone (1046-1058)
- Opizzone (1059-1068)
- Guarnerio (1068-?)
- Ugo (1085-1098)
- Alberto Ier (1098-1118)
- Oddone (mentionné en 1118)
- Pallemone (?-1125)
- Simone Malvicino (1125-1148)
- Oberto Malvicino (1148-1152)
- Oglerio Malvicino (1153-1176)
- Gandolfo (1177-1184)
- Saint'Albert de Jérusalem (1184-1185), nommé évêque de Verceil
- Ottone Ghilini (1185-1203), nommé archevêque de Gênes
- Oberto Rocca, C.R.S.A (1203-1233)
- Alberto De Andito (1233-1273)
- Giovanni Gobbi, C.R.S.A (1274-1296)
- Pietro Rubiani, O.P (1296-1326)
- Giordano Montecucco, O.P (1326-1339)
- Carlo Calvi (1339-1362)
- Roberto Lanfranchi, O.E.S.A (1362-1396)
- Uberto Torano (1396-1404)
- Alessio da Seregno, O.F.M (1405-1409), nommé évêque de Gap
- Lancellotto Fontana, O.F.M (1409-1418)
- Daniele Pagani (1419-1447)
- Marliano Baccarini (1447-1463)
  - Antonio Bernuzio (1463-1463), évêque élu
- Facino Stefano Ghilini, O.P (1465-1472)
- Giovanni de Mondani (1472-1482)
- Lucchino Trotti (1482-1494)
- Bernardino Ilcino, O.E.S.A (1495-1500)
- Giovanni Battista Bagarotto (1500-1519)
  - Agostino Trivulzio (1522-1524), administrateur apostolique
- Ambrogio Trivulzio (1524-1546)
- Borso Merli (1546-1560)
- Sebastiano Donati (1560-1561)
- Francesco Abbondio Castiglioni (1562-1568)
- Eugenio Camuzzi (1568-1602)
- Camillo Aulari (1602-1607)
- Marco Antonio Bellini (1607-1618)
- Francesco Maria Abbiati (1618-1650)
- Alessandro Porro, C.R (1650-1660)
- Bartolomeo Capra (1661-1693)
- Carlo Giuseppe Morozzo, O.Cist (1693-1698), nommé évêque de Saluces
- Ambrogio Croce, O.S.B (1698-1713)
- Carlo Francesco Gallarino (1714-1716)
- Ildefonso Manara, B. (1716-1726)
- Carlo Cornaccioli, O.Carm (1726-1737)
- Giuseppe Ludovico de Andújar, O.P (1737-1743), nommé évêque de Tortone
- Bernardino Campi (1743-1746)
- Gaspare Lancellotto Birago (1746-1765)
- Ludovico Terin Bonesio, O.F.M.Cap (1766-1780)
  - Antonio Martini (1780-1781), évêque élu, nommé archevêque de Florence.
- Carlo Nicola Maria Fabi, O.E.S.A (1781-1803)
  - Siège supprimé (1803-1817)
- Isaia Volpi, O.F.M.Cap (1818-1830)
- Giovanni Giuseppe Cavalleri, O.F.M.Cap (1832-1836)
- Saint Antoine-Marie Gianelli (1838-1846)
- Pietro Giuseppe Vaggi, O.F.M.Cap (1849-1869)
  - Siège vacant (1869-1872)
- Enrico Gajo, O.F.M.Cap (1872-1880)
- Giovanni Battista Porrati (1880-1902)
- Pasquale Morganti (1902-1904), nommé archevêque de Ravenne
- Carlo Castelli (1904-1906), nommé archevêque de Fermo
- Luigi Maria Marelli (1907-1914), nommé évêque de Bergame
- Pietro Calchi Novati (1914-1927), nommé évêque de Lodi
- Matteo Pellegrino (1928-1936)
- Bernardo Bertoglio (1937-1953)
- Pietro Zuccarino (1953-1973)
  - Siège vacant (1973-1986)
  - Siège uni à l'archidiocèse de Gênes (1986-1989)
  - Siège uni au diocèse de Plaisance (en 1989)

## Sources
- Catholic-Hierarchy

- (it) Cet article est partiellement ou en totalité issu de l’article de Wikipédia en italien intitulé « Diocesi di Piacenza-Bobbio » (voir la liste des auteurs).